# Saint-Ferme
 Saint-Ferme  es una población y comuna francesa, situada en la región de Aquitania, departamento de Gironda, en el distrito de Langon y cantón de Pellegrue.

## Demografía
| 548 | 505 | 404 | 382 | 369 | 338 |
| Para los censos de 1962 a 1999 la población legal corresponde a la población sin duplicidades (Fuente: INSEE [Consultar]) |     |     |     |     |     |